# Gesves
Gesveslà một đô thị ở tỉnh Namur. Đô thị này gồm thị xã Gesves, và các làng Faulx-Les-Tombes, Haltinne, Mozet và Sorée. It also includes the hamlets of Gramptinne, Goyet, Haut-Bois và Strud.
Tại thời điểm ngày 1 tháng 1 năm 2006, đô thị này có dân số 6.321 người. Tổng diện tích là 64,92 km², với mật độ dân số 97 người trên mỗi km².

## Liên kết ngoài

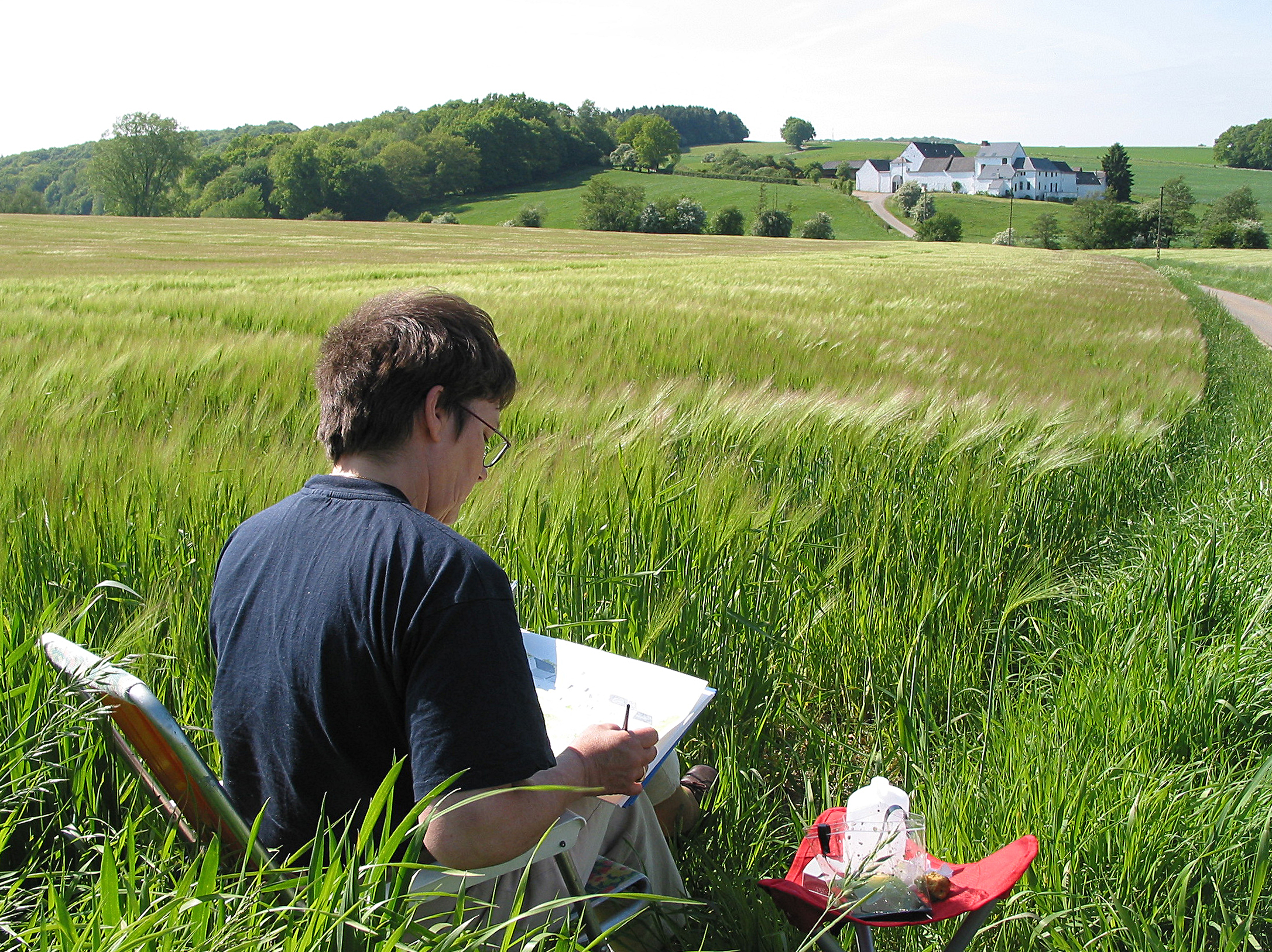
Mozet, nông trang Baseille.